# Luigi Genuardi
Luigi Genuardi di Molinazzo (* 3. Februar 1882 in Palermo; † 28. Oktober 1935 ebenda) war ein italienischer Jurist, Gelehrter und Rechtswissenschaftshistoriker, der sich in erster Linie mit dem sizilianischen Rechtssystem auseinandersetzte.

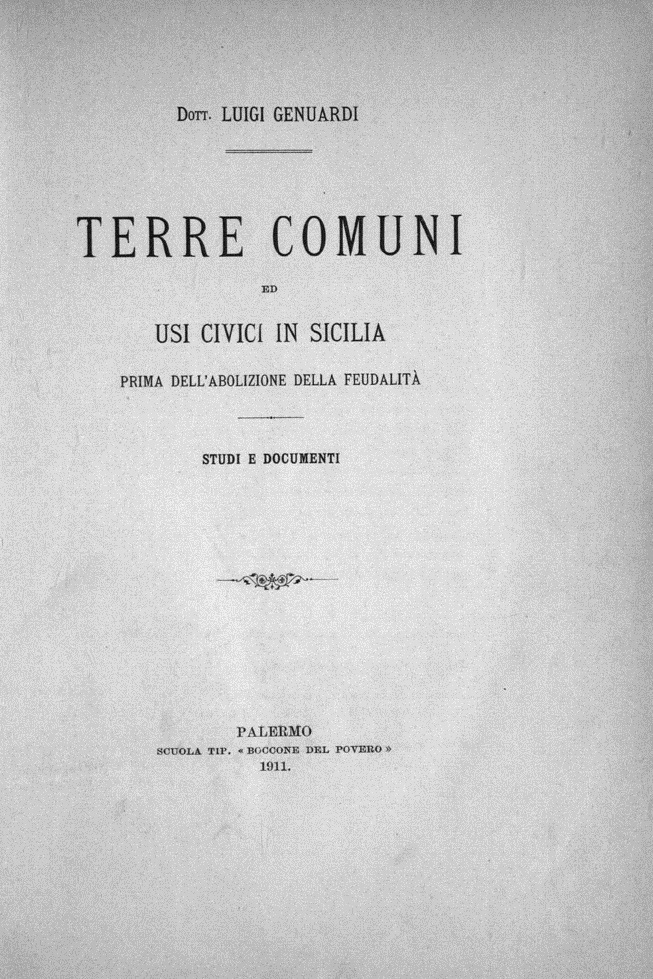
Terre comuni ed usi civici in Sicilia prima dell'abolizione della feudalità, 1911

## Leben und Wirken
Er wurde 1882 in Palermo geboren und stammte aus der adligen Familie der Barone von Molinazzo. 1904 schloss er sein Studium als Student von Enrico Besta und Luigi Siciliano Villanueva in Rechtswissenschaften ab. Sein Hauptaugenmerk in seinen Recherchen richtete sich daran, die Rechtswissenschaften in seiner sizilianischen Heimat zu rekonstruieren, wobei er die Rechtsgeschichte über mehrere Epochen, angefangen beim Mittelalter, betrachtet und überdachte. Er verfolgte eine intensive Bildung, die sich auf Recherchen und neue Archivdokumente konzentrierte.
In 1917 und 1918 diente er im Ersten Weltkrieg und erhielt das italienische Kriegsverdienstkreuz.
Ab 1915 griff er seine akademische Karriere wieder auf und lehrte zunächst italienische Rechtsgeschichte und schließlich römisches Recht, sowohl in Palermo als auch an der Universität Camerino, in den Marken. Nachdem er einen Wettbewerb um den Lehrstuhl für Rechtswissenschaften an der Universität Siena gewonnen hatte, wurde er später an die Universität Messina berufen.

## Werke
- Terre comuni ed usi civici in Sicilia prima dell'abolizione della feudalità, Palermo, Scuola Tip. Boccone del Povero, 1911.
- Parlamento Siciliano, in Atti delle Assemblee Costituzionali Italiane a cura della Real Accademia dei Lincei, vol. I, Bologna 1924.
- Relazione sui demani comunali di Prizzi, Palermo 1926.
- Storia municipale di Palermo, [dopo il 1929].